# Trilepidea adamsii
Trilepidea adamsii là một loài thực vật có hoa trong họ Loranthaceae. Loài này được (Cheeseman) Tiegh. miêu tả khoa học đầu tiên năm 1895.